# Mittlerer prozentualer Fehler
Der mittlere prozentuale Fehler (MPE) ist ein Fehlermaß, das angibt, um wie viel Prozent eine Modellvorhersage {\displaystyle f} im Schnitt von dem echten Wert {\displaystyle a} abweicht
{\displaystyle {\text{MPE}}={\frac {100\%}{n}}\sum _{t=1}^{n}{\frac {a_{t}-f_{t}}{a_{t}}}.}
Dabei sind die {\displaystyle a_{t}} die zur Zeit oder an der Stelle {\displaystyle t=1,\ldots n} vorgefundenen Werte und {\displaystyle f_{t}} die entsprechenden Prognosewerte aus dem Modell.

## Alternativen
- Verwandt ist der mittlere absolute prozentuale Fehler

{\displaystyle {\text{MAPE}}={\frac {100\%}{n}}\sum _{t=1}^{n}\left|{\frac {a_{t}-f_{t}}{a_{t}}}\right|.}, welcher in der empirischen Risikominimierung auftritt.
- Mittlerer absoluter skalierter Fehler (Mean Absolute Scaled Error, MASE)
- Symmetrischer mittlerer absoluter prozentualer Fehler (Symmetric Mean Absolute Percentage Error, sMAPE)
- Mittlere Richtungsgenauigkeit (Mean Directional Accuracy, MDA)
- Mittlerer Arcustangens des absoluten prozentualen Fehlers (Mean Arctangent Absolute Percentage Error, MAAPE)
- Mittlerer quadrierter logarithmischer Fehler